# Carme Pinós
Carme Pinós Desplat (Barcelona, 23 de junio de 1954) es una arquitecta y profesora universitaria española. Entre sus proyectos destacan las Oficinas Cube I y Cube II en Guadalajara (México), el edificio de departamentos de la Universidad de Económicas de Viena (Austria), el CaixaForum de Zaragoza (España) o el conjunto de la plaza de la Garduña, la escuela de arte y diseño La Massana y la fachada posterior del mercado de la Boquería situados en Barcelona (España). Ha impartido clases en la Kunstakademie de Düsseldorf, en la Universidad de Columbia de Nueva York o en la Universidad de Harvard. En diciembre de 2021 fue galardonada con el Premio Nacional de Arquitectura de España.

## Biografía
Nació en Barcelona. Es hija de Tomás Pinós, médico y director de patología digestiva en el Hospital de la Santa Cruz y San Pablo de Barcelona. Tenía 60 años cuando Carme nació. Mientras ella estudiaba arquitectura en la Escuela Técnica Superior de Arquitectura de Barcelona ayudó a su madre a dirigir la finca agrícola que tenían en Balaguer (Lérida). Esta experiencia influyó en su concepción paisajística para proyectar edificios adecuados al carácter particular de cada lugar. En la escuela eran 4 mujeres frente a 200 hombres.
Allí conoció a Enric Miralles (1955-2000), su marido y socio durante más de una década. De su etapa inicial con Miralles, además del Cementerio de Igualada, las obras más reconocidas son: la Escuela "La Llauna", Badalona (1991), el Centro Social en Hostalets de Balenyá (1992), el Campo Olímpico de Tiro con Arco, Barcelona (1991), el Pabellón Pedro Ferrándiz (1993), el Centro Social La Mina (1993) y la Escuela-Hogar en Morella (1993). Por esta última obra recibieron el Premio Nacional de Arquitectura en 1995.
Después de conseguir el reconocimiento internacional junto con Enric Miralles con proyectos como el cementerio de Igualada (1991), fundó su propio estudio en el año 1991, bajo el nombre de Estudio Carme Pinós, que en 1996 gana el concurso para construir el Paseo Marítimo de Torrevieja.
Entre sus proyectos posteriores más destacados se encuentran el Plan General del centro histórico de Saint Dizier (Francia), donde también llevó a cabo intervenciones en el espacio público; la construcción de la Torre Cube, en Guadalajara (México); el centro cultural y de exposiciones CaixaForum Zaragoza (España); y el conjunto compuesto por la plaza de la Gardunya, la Escuela Massana, un edificio de viviendas y la fachada posterior del mercado de La Boquería, en Barcelona (España).
En  2012 creó la firma de mobiliario Objects by Estudio Carme Pinós, una colección de productos a precios accesibles, con materiales de alta calidad, versátiles y de fácil montaje que pueden adquirirse a través de su propia página web.
En 2021, el Museo ICO de Madrid, en su "apuesta por dar visibilidad a los grandes exponentes de la arquitectura contemporánea", le dedicó una gran exposición, que abarca los treinta años de su carrera. Fue la primera exposición que se hizo de una arquitecta en España.
En diciembre de 2021 es distinguida con el Premio Nacional de Arquitectura 2021 máximo galardón español en el campo de la arquitectura que tiene como finalidad reconocer el trabajo de una persona o entidad que haya contribuido y esté contribuyendo de forma extraordinaria al enriquecimiento de los aspectos sociales, tecnológicos y sostenibles de la arquitectura o el urbanismo español dentro y fuera de las fronteras españolas.

## Exposiciones
- 2006. El MOMA compró la maqueta del edificio de Oficinas “Cube” I para su colección permanente.[14]
- 2010. El Centro Pompidou adquirió una selección de maquetas entre las que se encuentran las del CaixaForum, el Hotel Pizota y la de la Maison l'Algerie.
- 2018. Su trabajo fue expuesto en la Bienal de Arquitectura de Venecia.[15]
- 2021. Exposición compuesta por su trayectoria cómo arquitecta y una amplia selección de maquetas de su trabajo, denominada "Carme Pinós, Escenarios para la Vida", realizada en la Fundación ICO en Madrid.[16]

## Obras

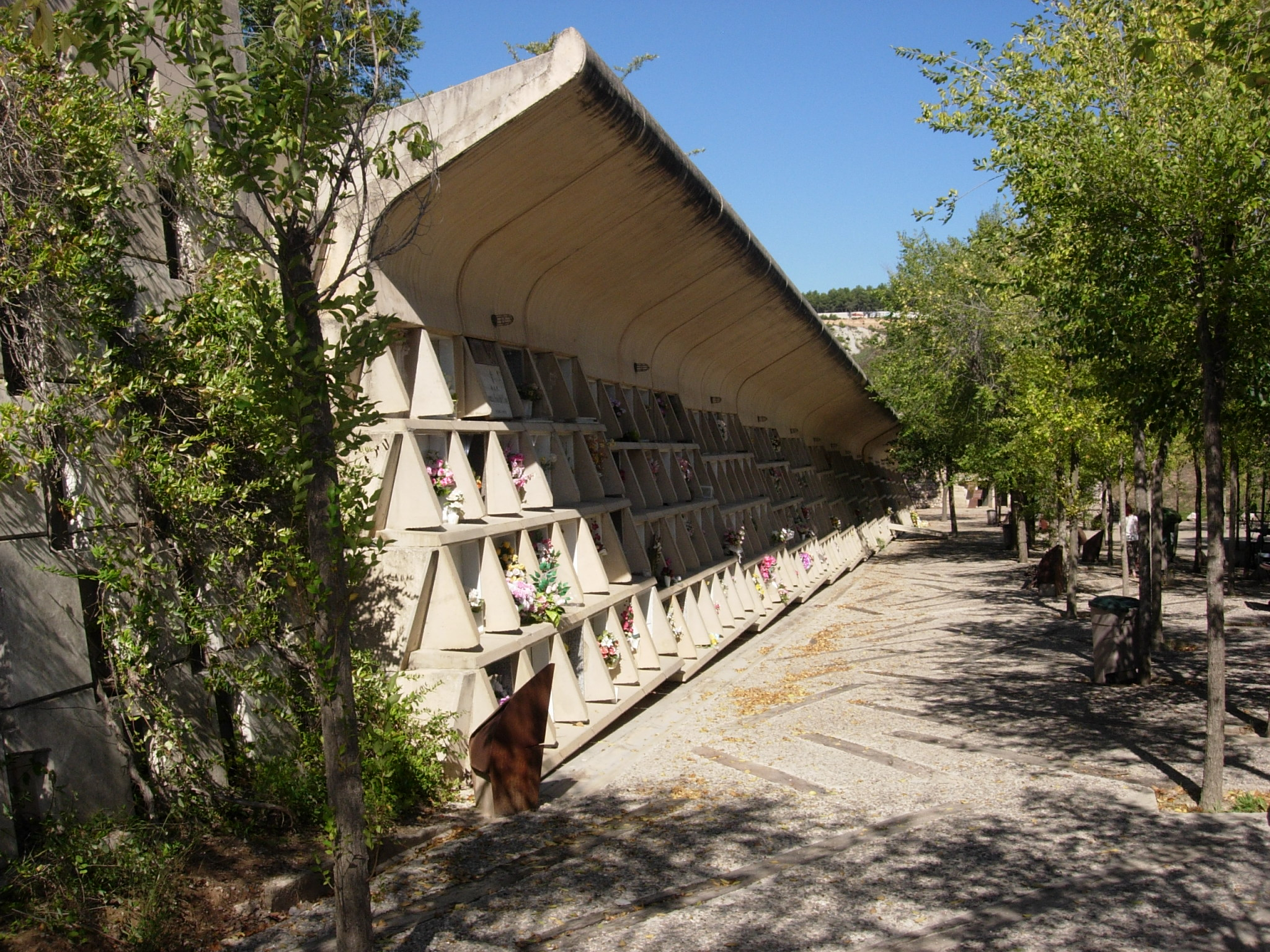
Carme Pinós y Enric Miralles. Cementerio de Igualada

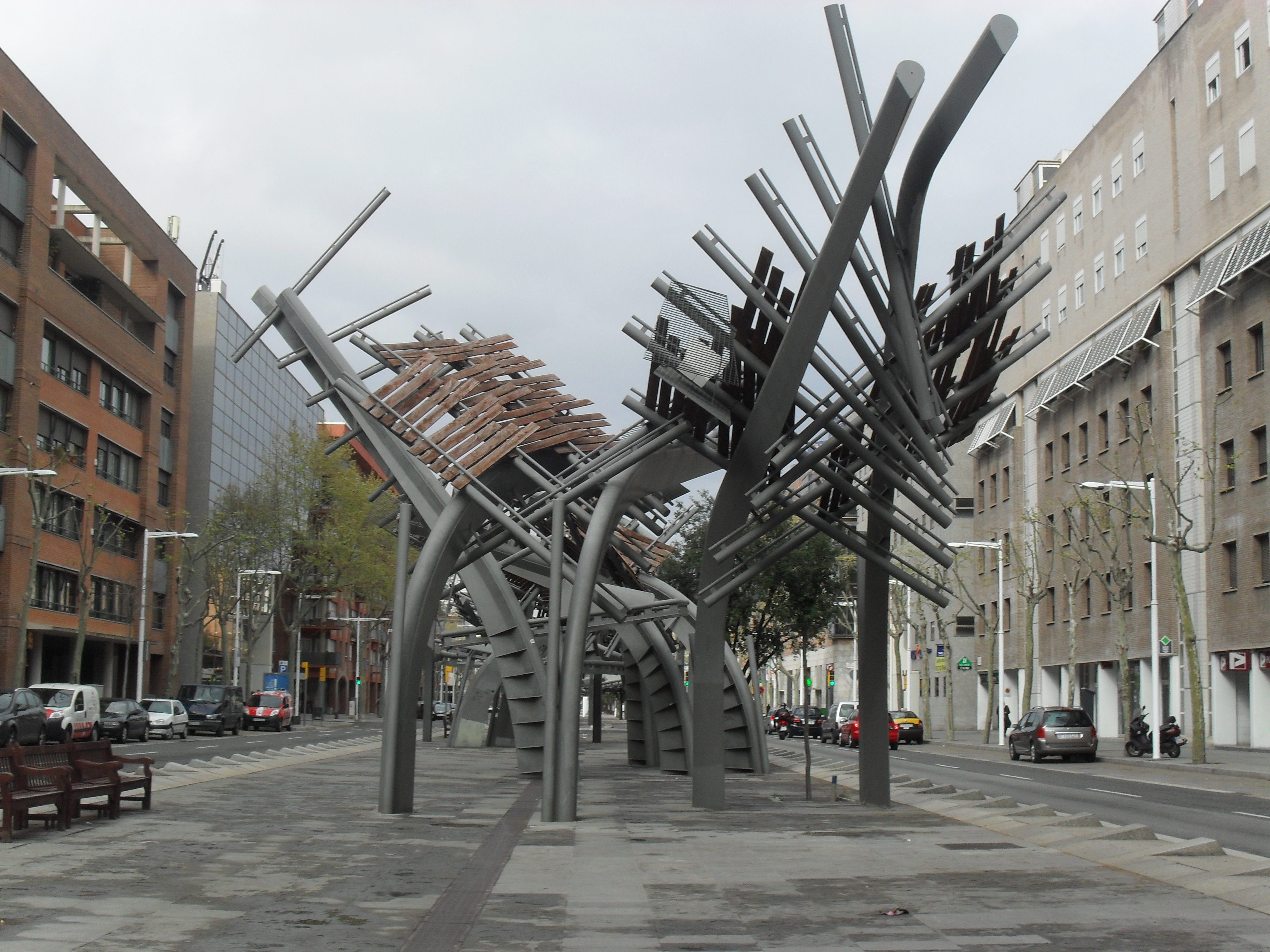
Carme Pinós y Enric Miralles, Pérgolas de la Avenida de Icaria

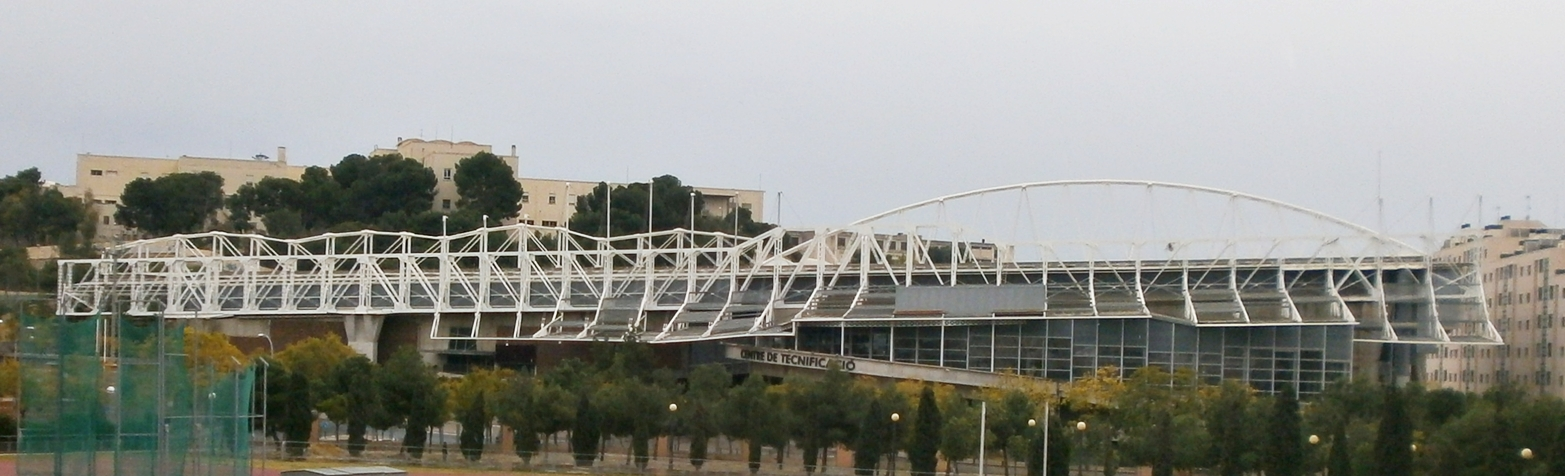
Carme Pinós y Enric Miralles, Pabellón Pedro Ferrándiz

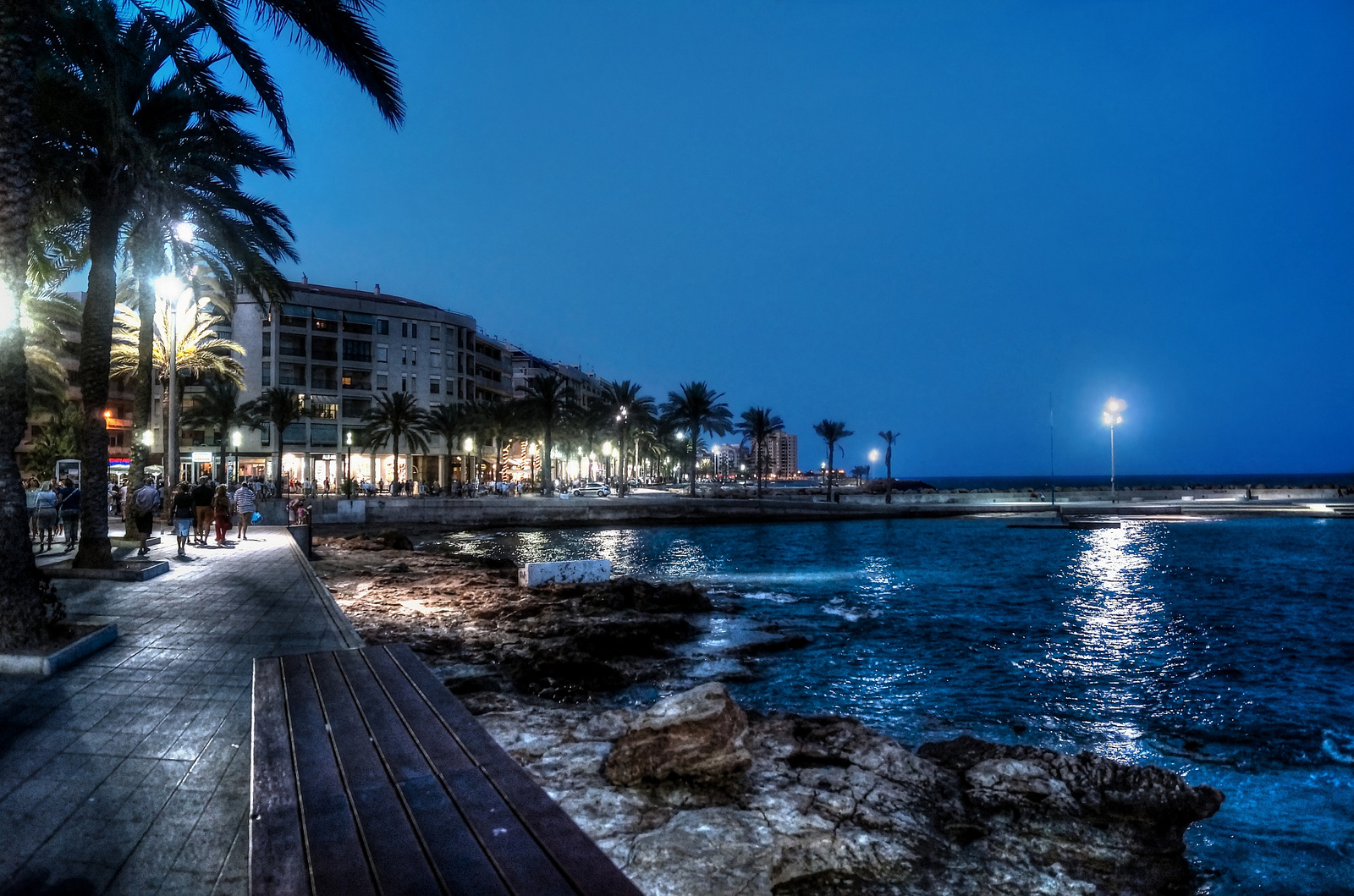
Carme Pinós. Paseo marítimo de Torrevieja

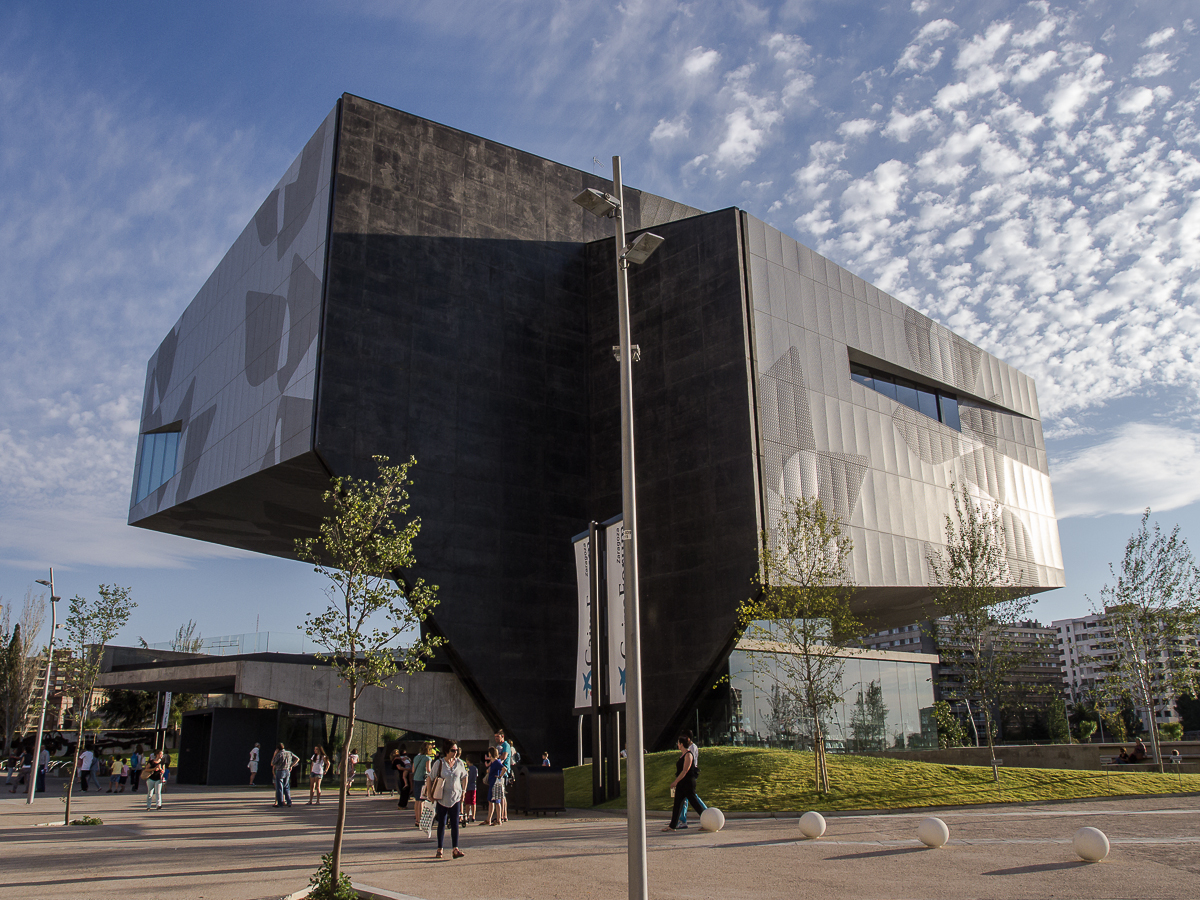
Carme Pinós, edificio Caixa Fórum, Zaragoza

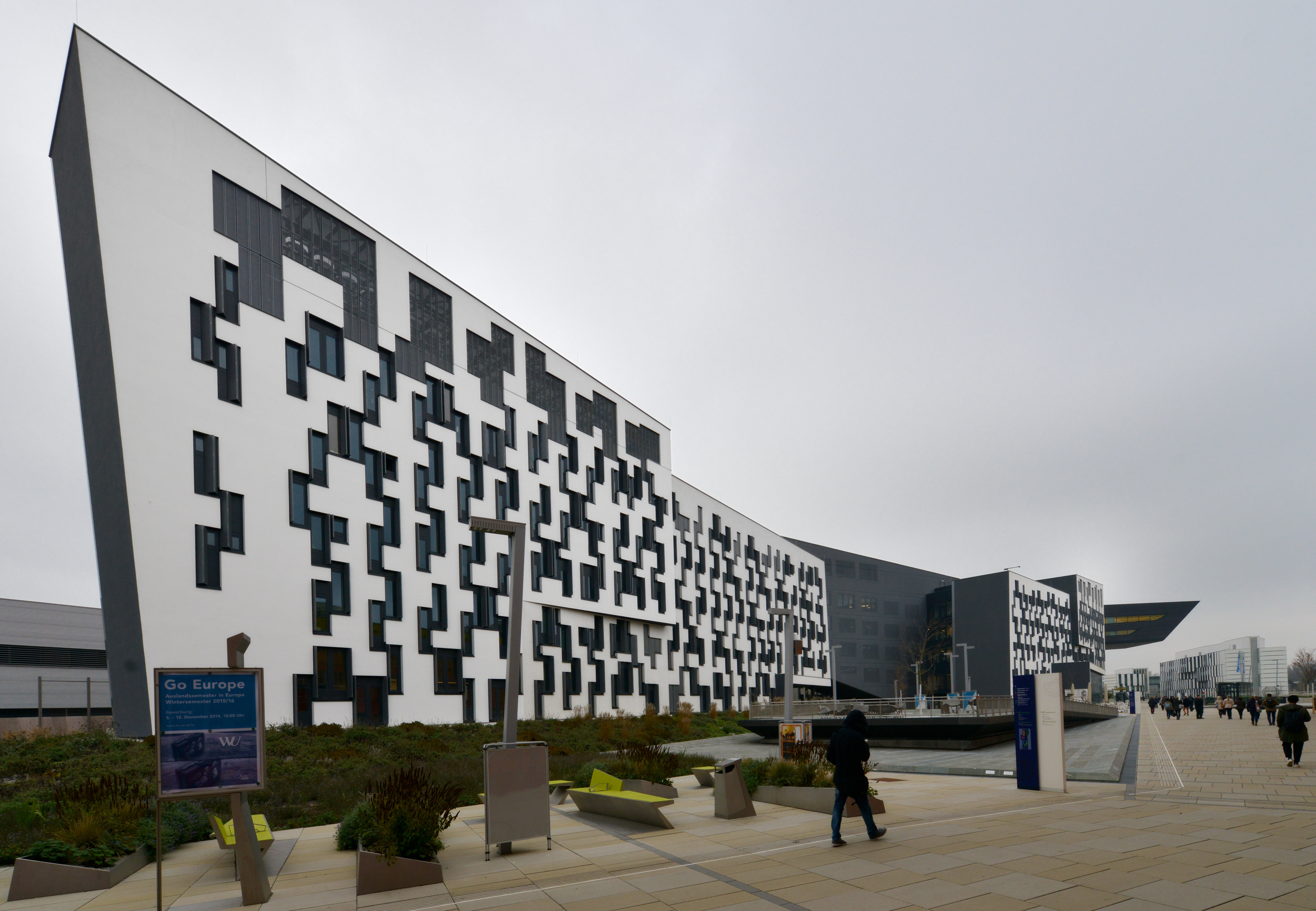
Carme Pinós, Campus WU, Viena

### Estudio Carme Pinós
- Reforma y ampliación SPA y Suites Hotel Son Brull
- Viviendas de protección oficial. Saint-Dizier. Haute-Marne, Francia (en construcción).
- Masterplan en Saint-Dizier: Reforma Urbanística del Centro Histórico y de los Márgenes del Río y del Canal. Saint-Dizier. Haute-Marne, Francia (2016).
- Sede de la Delegación Territorial de las Tierras del Ebro. Tortosa. Tarragona, España (2017).
- Edificios de viviendas en la Plaza de la Gardunya. Barcelona. España (2018).
- Escuela Massana en la Plaza de la Gardunya. Barcelona. España (2017).
- Crematorio. Cementerio Nuevo. Igualada. Barcelona, España (2016).
- Estación de metro Zona Universitaria de la L9. Barcelona, España (2016).
- Fachada Posterior del Mercado de la Boquería y urbanización de la Plaza de la Gardunya. Barcelona. España (2015).
- CaixaForum. Zaragoza. España (2014).
- Torre de Oficinas Cube II. Guadalajara. México (2014).
- Pabellón Río Blanco. Guadalajara. México (2013).
- Edificio para la Vienna University of Economics and Business, WU Vienna. Viena. Austria (2013).
- Edificio de viviendas en Vallecas. Madrid. España (2013).[17]
- Parque aromático de Torreblanca. Torrevieja. Alicante, España (2010).
- Vivienda unifamiliar. Barcelona. España (2010).
- Escuela Primaria Lluís Vives. Castelldefels. Barcelona, España (2006).
- Ciudad Deportiva Sarriguren. Valle de Egüés. Navarra, España (2006).
- Torre de Oficinas Cube. Guadalajara. México (2005).
- Parc de Ses Estacions. Palma de Mallorca. España (2002).
- Instituto de Educación Secundaria La Serra. Mollerusa. Lérida, España (2001).
- Paseo Marítimo Juan Aparicio. Torrevieja. Alicante, España (2000).
- Pasarela Peatonal. Petrel. Alicante, España (1999).

### Estudio Enric Miralles - Carme Pinós
- Escuela-Hogar. Morella. Castellón, España (1994).
- Casa Garau Agustí. Bellaterra. Barcelona, España (1993).
- Centro Social La Mina. San Adrián del Besós. Barcelona, España (1993).
- Cubiertas en el Paseo Icaria. Barcelona. España (1992).
- Centro Social. Els Hostalets de Balenyà. Barcelona, España (1992).
- Instalaciones de Tiro con Arco. Barcelona. España (1992).
- Cementerio Nuevo. Igualada. Barcelona, España (1991).
- Escuela La Llauna. Badalona. Barcelona, España (1986).
- Cubiertas en la Plaza Mayor. Parets del Vallés. Barcelona, España (1985).

## Premios y reconocimientos
A lo largo de su dilatada trayectoria, ha recibido numerosas menciones, entre las que destacan:
- Premio Nacional de Arquitectura 2021, por su potencia creadora y la solidez de su trayectoria arquitectónica.[18]

- Medalla d'Honor de la Xarxa Vives d'Universitats 2019, otorgada por la Red Vives de Universidades, en reconocimiento a su trayectoria profesional y al compromiso con la ciencia y cultura catalana.
- Premis Tendències 2018, en la categoría de Creadora Consolidada, otorgados por el suplemento cultual de EL MUNDO de Cataluña.[19]
- Prix des femmes architectes 2017, en la Categoría Mujer Arquitecta Extranjera[20]
- Neutra Medal for Professional Excellence. California State Polytechnic University of Pomona, Estados Unidos (2016) en reconocimiento a su trayectoria profesional.[21]
- Berkeley-Rupp Prize. Berkeley University of California, Estados Unidos (2016), por su contribución en la promoción de la mujer en la arquitectura y su compromiso con la comunidad.[22]
- Creu de Sant Jordi. Generalidad de Cataluña, España (2015), por la contribución a la cultura y defensa de los valores cívicos de Cataluña.
- II Premio de Ingeniería ACHE por el Caixaforum Zaragoza (2014).
- Riba International Fellowship. Royal Institute of British Architects, Reino Unido (2013).
- Aia Honorary Fellowship. American Institute of Architects, Estados Unidos (2011).
- Premio Nacional de Arquitectura y Espacio Urbano. Departamento de Cultura de la Generalidad de Cataluña, España (2008) por su trayectoria profesional.
- IX Bienal Española de Arquitectura y Urbanismo. Primer Premio CSCAE, Consejo Superior de los Arquitectos de España. Por la Torre Cube de Guadalajara, México (2008).
- Premio Arqcatmón de Arquitectura Catalana en el Mundo. Categoría no residencial. COAC, Col·legi d'Arquitectes de Catalunya. Por la Torre Cube de Guadalajara, México (2005).[23]
- Premio del Colegio de Arquitectos de la Comunidad Valenciana (2001) por el Paseo Marítimo Juan Aparicio de Torrevieja.
- Premio Nacional de Arquitectura de España. CSCAE, Consejo Superior de los Arquitectos de España. Por la Escuela-Hogar de Morella (1995).
- Premio FAD de Arquitectura (1991) por el Parque - Cementerio de Igualada.[24]
- Premio Ciutat de Barcelona. Ayuntamiento de Barcelona. Por las instalaciones de Tiro con Arco para los Juegos Olímpicos de Barcelona (1992).
- Primer Premio de la Biennal Europea de Arquitectura. Palazzo della Trienale de Milan, Italia. Por el Cementerio Nuevo de Igualada (1991).
- Premio FAD de interiorismo. FAD, Fomento de las Artes Decorativas, España. Por la remodelación de la fábrica La Llauna como centro de enseñanza secundaria en Badalona (1987).

## Actividad académica
Compagina su actividad como arquitecta con la docencia y la participación en seminarios, cursos y talleres. Ha sido profesora invitada en destacadas instituciones internacionales: University of Illinois at Urbana-Champaign, Estados Unidos (1994-1995); Kunstakademie de Düsseldorf, Alemania (1996-1997); Columbia University de Nueva York, EE. UU. (1999); École Polytechnique Fédérale de Lausanne, Suiza (2001-2002); Harvard University Graduate School of Design, Estados Unidos (2003); Accademia di Archittetura di Mendrisio, Suiza (2005-2006); Università di Roma Tre, Italia (2007-2008); Università Iuav di Venezia, Italia (2016); Berkeley University, Estados Unidos (2018).